# Barsa
Barsa — знаменита латиноамериканська енциклопедія, популярна в Бразилії, Аргентині, Чилі, Венесуелі та Мексиці. Енциклопедія видається у португальському та іспанському варіантах в 9 томах, у середньому 2842 сторінок кожний. Також існує мультимедійна версія енциклопедії.